# Калье-де-ла-Абада
Калье-де-ла-Абада (исп. Calle de la Abada) — улица в центре Мадрида, столицы Испании, расположенная в баррио Соль (район Сентро). Она соединяет площадь Кармен с улицей Гран-Виа, пересекаясь с улицами Калье-де-Салуд, Калье-де-Чинчилья и Калье-де-Месонеро-Романос.

## История
В 1889 году Калье-де-ла-Абада начиналась у площади Кармен, а заканчивалась на улице Калье-де-Хакометресо. После же переустройства района со строительством второго участка Гран-Виа в начале XX века улица Калье-де-ла-Абада стала заканчиваться на Гран-Виа.
Калье-де-ла-Абада отмечена под нынешним названием как на плане Мадрида 1658 года, созданном португальским картографом Педру Тейшейрой, так и на более позднем плане Эспиносы 1769 года. Записи о частных постройках на улице датируются с 1776 года. Согласно легенде о происхождении её названия, территория этой улицы была собственностью монаха Педро де Гевары, приора монастыря Сан-Мартин, как писал Мартин Сармьенто. Король Филипп II же передал этому монастырю на размещение носорога, который был подарен ему в 1581 году губернатором Явы. И именно его нарисовал Хуан де Куфес в своём «Трактате о различных измерениях» (исп. Tratado de varia conmensuración). Педро де Репиде, мадридский публицист и историк города, обосновывает абсурдность версии о такой передаче, поскольку у Филиппа II были другие, лучшие парки, где можно было разместить это экзотическое животное. По его сведениям, некие португальские акробаты привели на гумна монастыря Сан-Мартин самку носорога, что очень позабавило мальчишек из округи. Так, один из них из пекарни Мата, предложив носорогу «обжигающий мольете», тем самым разозлил его. Животное сломало сдерживавшую его ограду и атаковало несчастного мальчика, пока тот не умер. Носорог сбежал после этой трагедии, и в течение ночи жители Мадрида тщетно искали его. На следующий день носорога обнаружили на далёких гумнах Викальваро. Этот случай хорошо запомнился мадридцам, назвавшим в итоге улицу кличкой носорога, но другого, подаренного Филиппу II из первой легенды.
По данным Карлоса Камбронеро и Иларио Пеньяско, Хуан Габриэль де Окампо и Мария де Менесес были первыми, кто построил дома на этой улице, ещё в XVI веке. Они также утверждают, что центр Общества изящных искусств некоторое время располагался в доме № 2 на Калье-де-ла-Абада. Педро де Репиде описывает её, в месте её начала, как «узкую и извилистую», изобилующую букинистическими лавками, «кредитными конторами и парикмахерскими», где некоторые буньолерии (пончиковые) служили ночным пристанищем для «заблудших женщин и хулиганов, богемы и бандитов» — всё это было в старом Мадриде, который «стёр Гран-Виа», поглотив «скромные гостевые дома для студентов, низкооплачиваемых служащих и чужаков с ограниченными средствами» вместе с самыми бесстыдными публичными домами. Репиде добавляет, что на этой улице находились кафе «Алегрия» и «Фонда де Барселона», гостиница, где останавливался писатель Роберто Роберт. Кроме того, он указывает на то, что кафе «Алегрия» пользовалось популярностью у иностранных путешественников в неспокойные годы начала 1820-х, потому что, как отметил Леандро Фернандес де Моратин, «это было кафе, куда люди приходили просто выпить кофе» (как «Леванте», «Де лос Горрос» или «Де ла Николаса»), не представляя из себя революционную пороховую бочку, как «Ла Фонтана де Оро» или «Лоренцини».
В конце Калье-де-ла-Абады находятся здания Дворца музыки, возведённого в 1920-х годах (во время его строительства часть фасада и крыша обрушились на улицу Абада) и кинотеатра «Авенида», построенного в 1926 году по проекту Хосе Мигеля де ла Куадра-Сальседо. Учёный Педро Лаин Энтральго в своих мемуарах вспоминал, как 12 апреля 1931 года на этой улице, словно «палеолитическая окаменелость», заседало общество мауристов.

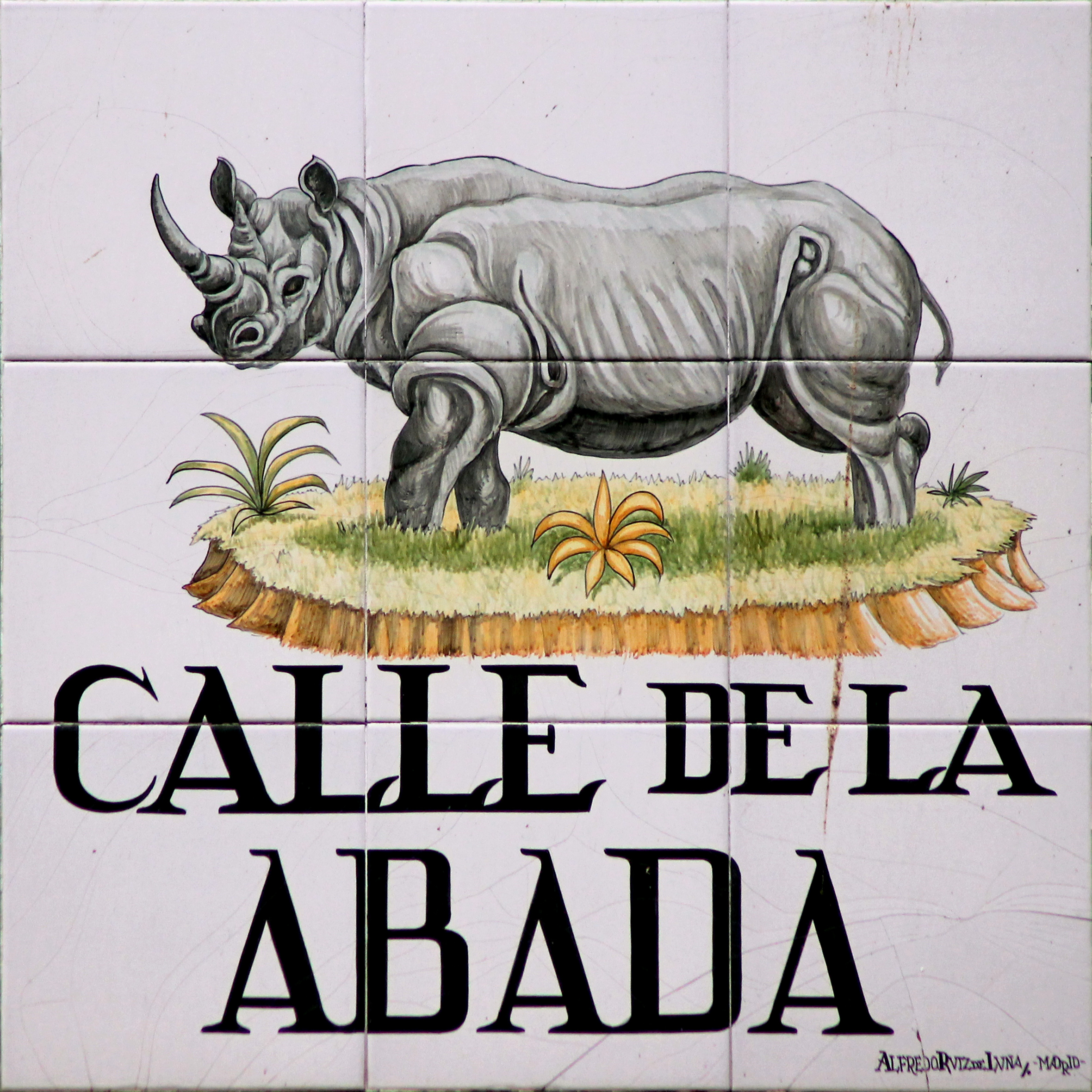
Табличка с названием улицы, работа керамиста Альфредо Руиса де Луны[исп.]
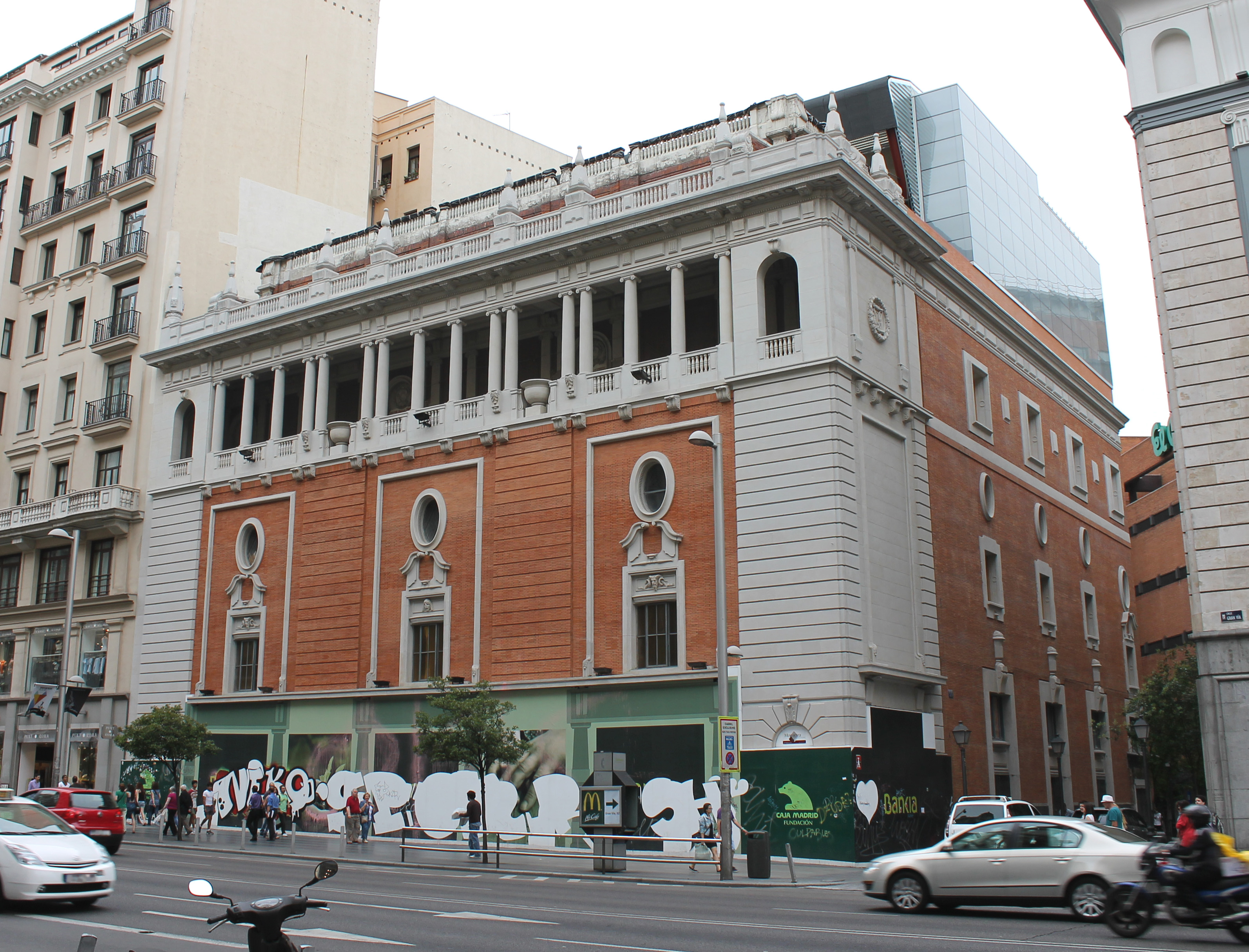
Дворец музыки[исп.]
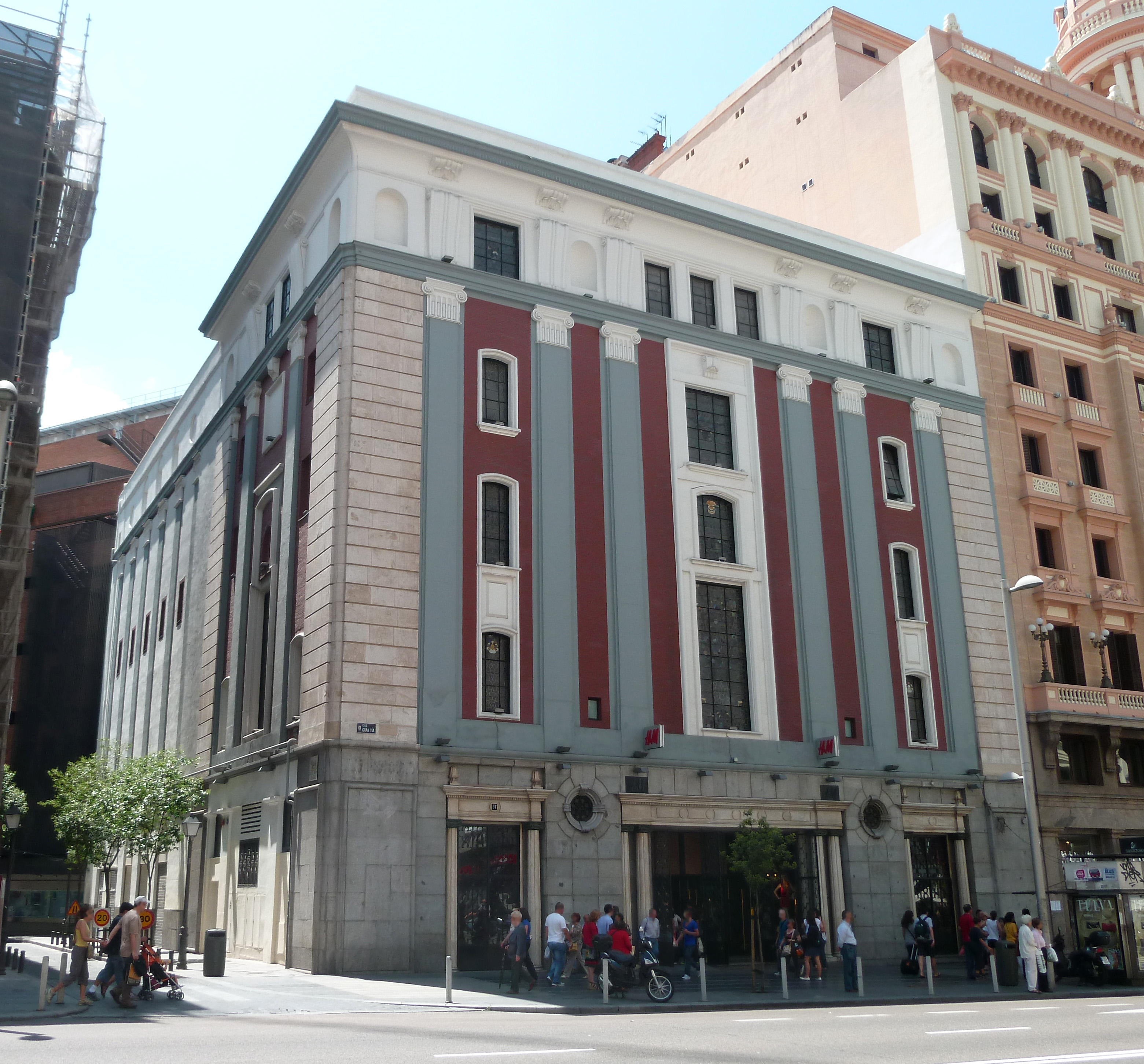
Кинотеатр «Авенида[исп.]»
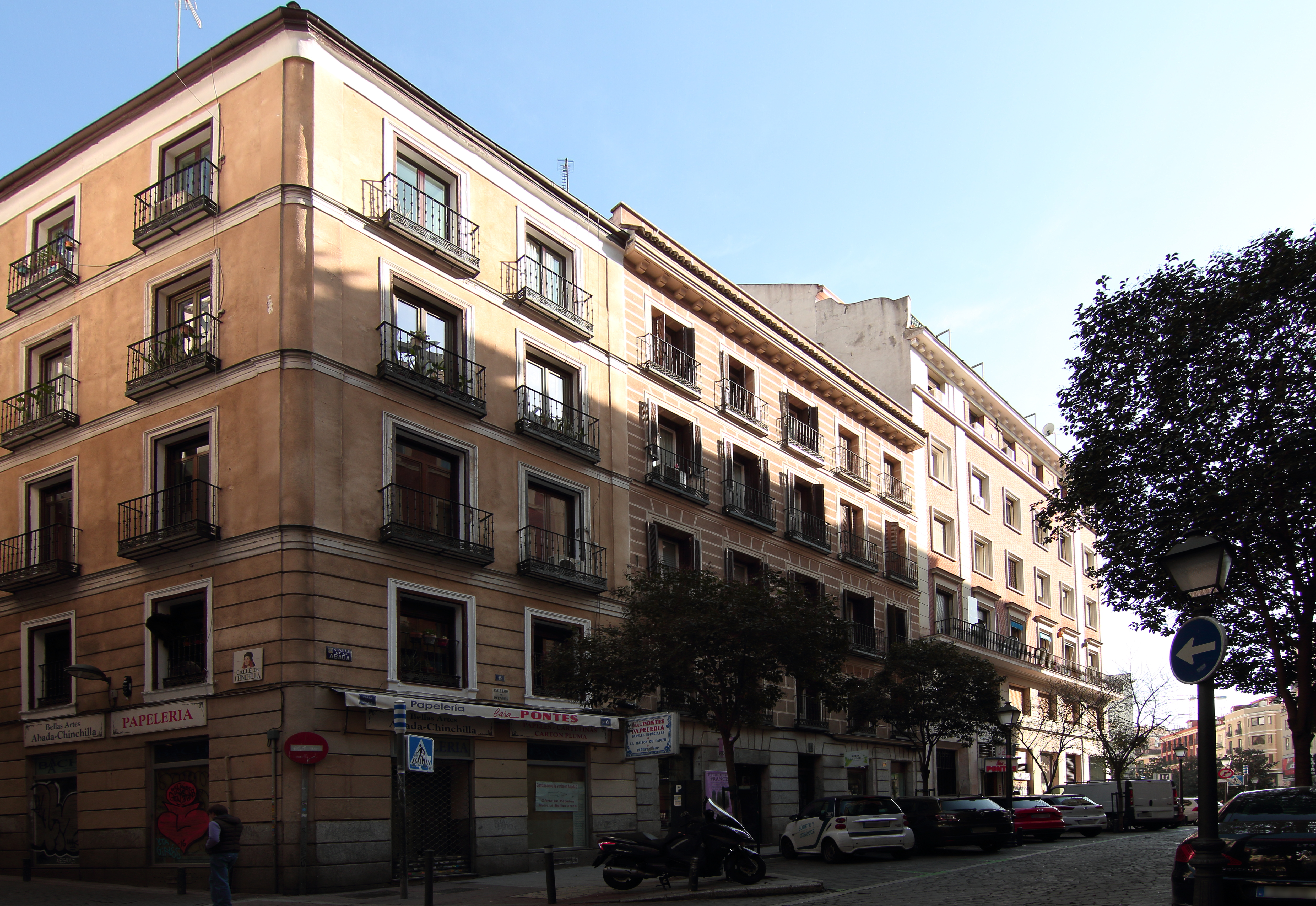
Пересечение Калье-де-ла-Абады с Калье-де-Чинчильей